# Club athlétique Périgueux Dordogne
El Club athlétique Périgueux Dordogne (o CA périgourdin) és un club de rugbi a 15 francès situat a Perigús, a Dordonya. El seu estadi és l'stade Francis-Rongiéras. Està jugant al Campionat Pro D2 de França.